# セイタカアワダチソウ
セイタカアワダチソウ（背高泡立草、学名：Solidago altissima）は、キク科アキノキリンソウ属の多年草で、虫媒花である帰化植物。
日本では代萩とも呼ばれる。茎を乾燥したものは、すだれや、お茶などの材料に利用される。良く花粉症の原因と間違われるセイタカアワダチソウだが虫媒花の為、花粉を飛ばすことがなく、原因はよく似た植物のブタクサという種である。

## 概要

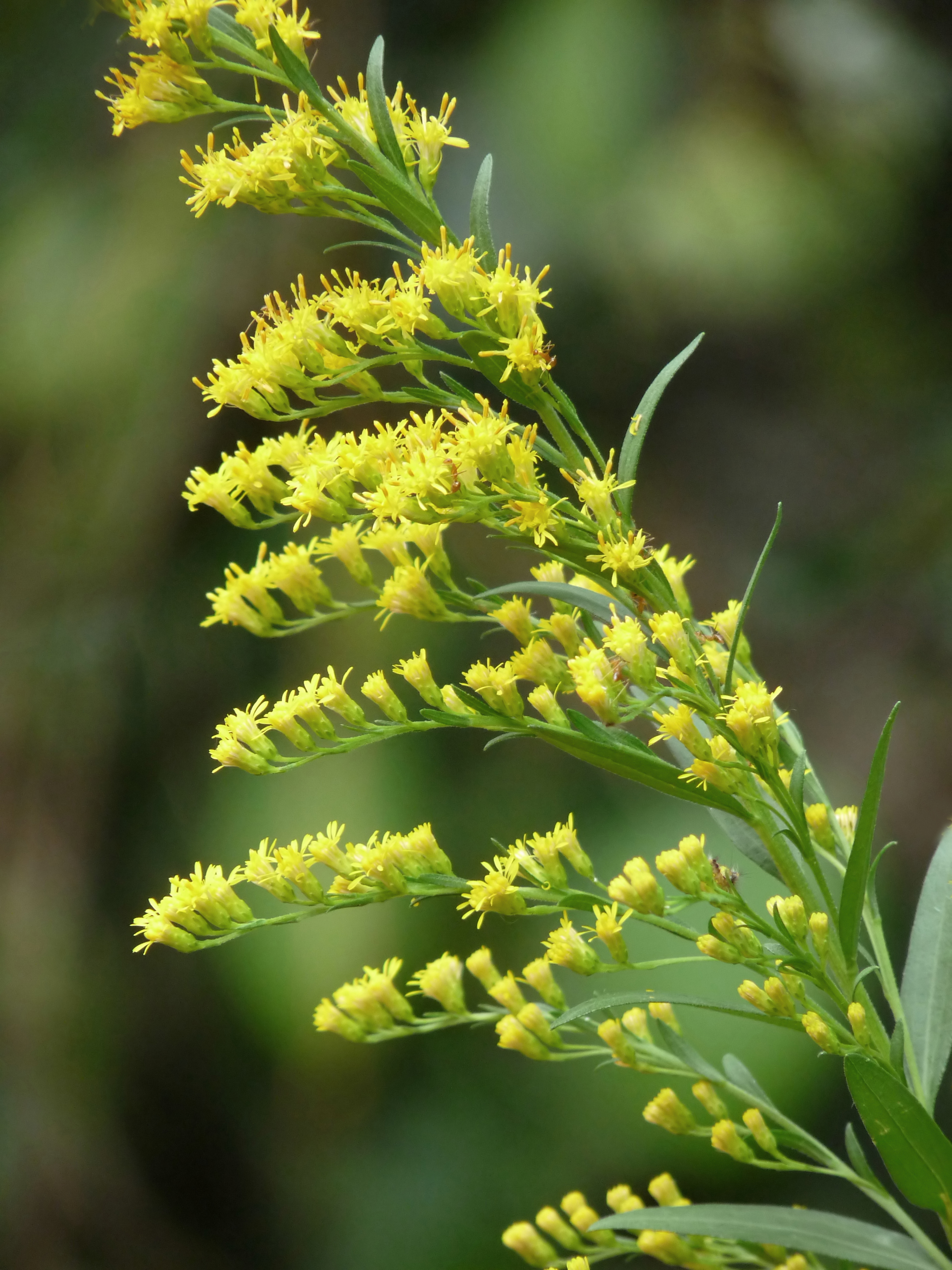
セイタカアワダチソウの花

北アメリカ原産で、日本では切り花用の観賞植物として導入された帰化植物（外来種）であり、ススキなどの在来種と競合する。11月頃まで開花している。河原や空き地などに群生し、高さは1–2.5 m（メートル）、良く肥えた土地では3.5–4.5 m 程度にもなる。茎は、下の方ではほとんど枝分かれがなく、先の方で花を付ける枝を多数出す。花期は秋で、濃黄色の小さな花を多く付ける。種子だけでなく地下茎でも増える。アレロパシーを有する（後述）。
日本における分布状況は、北海道の一部から沖縄までとなっており、一部調査で北限の変化が確認されたことから、繁殖域が北上している可能性がある。
同時期（次節参照）に増えた、帰化植物のブタクサと時折間違われ、花粉症の原因だと言われるが、別の植物である。
英語ではカナダ・ゴールデンロッド（Canada Goldenrod）、カナディアン・ゴールデンロッド（Canadian Goldenrod）、レイト・ゴールデンロッド（Late Goldenrod）、トール・ゴールデンロッド（Tall Goldenrod、ただしこの語は「ジャイアント・ゴールデンロッド」ことオオアワダチソウのことを指すこともある）、などと言う。
アキノキリンソウ属の植物を総称して『ゴールデンロッド』と呼ばれるが、セイタカアワダチソウの原産地である北アメリカ大陸の北中部（カナダのオンタリオ州やアメリカのオハイオ州など）では、単にゴールデンロッドと言うとセイタカアワダチソウを指すことが多い。これらの地域では蜜源植物としても重要である。カナダ・アメリカ・メキシコ北部の至る所に生えている。
アキノキリンソウ属 Solidago は多くの種を含むため、その分類については古くから議論があった。最新の分子系統解析に基づくと、現在 Solidago altissima と Solidago canadensis は別種として扱われる。Solidago canadensis var. scabra という学名は、分子系統が明らかになる前に使われていた学名であるが、この呼称が使われることによって、アジアにおける S. canadensis の分布に多くの曖昧さが生じてしまっている。S. altissima には、2倍体、4倍体、6倍体が含まれるのに対し、S. canadensis には2倍体の系統のみが確認されている。日本に分布するセイタカアワダチソウでは現在のところ6倍体の系統しか確認されていないことからも、日本ではセイタカアワダチソウを S. altissima と呼ぶのがより適切である。

## 特徴

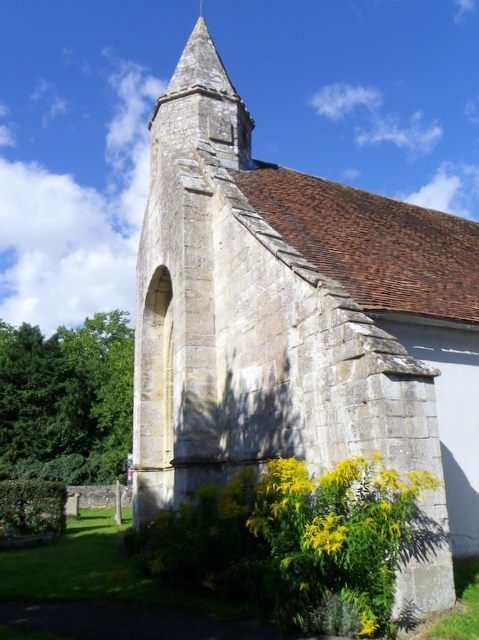
教会の前に咲くセイタカアワダチソウ

背の高くなる多年生草本。地下茎を伸ばして良く増え、大きな群落を作る。背は高く、1–3メートル (m) に達する。花部以外には枝を出さず、多くは紫黒色に染まる。葉は茎に沿って多数が密生して付き、披針形で先端は伸びて尖り、長さ6–13センチメートル (cm) 、幅1–2 cm。葉脈は主脈と1対の側脈、計3本の脈が目立つ。また茎や葉の全体に短くて固い毛が多く、手触りがざらついている。ロゼットで越冬する。
花期は晩秋（10月 - 11月）。花序は全体としては高さ10 - 50 cmの円錐花序となり、個々の枝は小さな頭花を総状に多数つけ、そのような横枝が主軸に対して直角に近い大きな角度を成して広がる。つまり主軸が上に伸びるのに対し、多数の花をつけた横枝が水平に近い方向へ伸びて、しばしば弓なりに反り返り、上側に偏って多数の黄色い花をつける。総苞は長さ3.5–4.5ミリメートル (mm) 、舌状花の花冠は長さ4 mm。舌状花は雌性で、花柱の先は2裂して裂片は糸状になる。筒状花は両生で、花柱の裂片は長楕円形で扁平になる。
果実は痩果で、長さ1 mm、先端に汚白色の冠毛がある。

## 類似の種
やはり帰化植物のオオアワダチソウ Solidago gigantea var. leiophylla は本種に似ているが全体に毛がない。また開花はやや早くて7月から9月である。同属の日本産のものにアキノキリンソウ S. virgaurea があり、これは変異に富む種で、複数の変異を含み、一部は別種とされることもあるが、総じて小型で背丈は大きくても80 cm 程度である。また花序は枝が広がらず、花数は遙かに少なく、個々の花はより大きい。

## 日本への侵入と拡散
日本国内への移入は、明治時代末期に園芸目的で持ち込まれ、「昭和の初めには既に帰化が知られている」との記述が牧野日本植物図鑑にある。その存在が目立つようになったのは第二次世界大戦後で、中井（村田）源と原寛によってその名が知られるようになった。拡大の原因は、アメリカ軍の輸入物資に付いていた種子によるもの等が拡大起因とされており、昭和40年代以降には全国、北海道では比較的少ないが関東以西から九州にて特に大繁殖するようになった。
沖縄県へも侵入しているが、沖縄本島や久米島などの一部地域で小規模な繁茂に留まっている。
1970年代までは、環境適用性の高さや、蜜源がすくなくなる10月から11月にかけて花を咲かせる特徴から養蜂家に注目され、養蜂家の自家栽培などによって増殖や配布が行われたが、採取される蜂蜜には特有の臭みがあり二級品としての評価しか得られなかった。
外来生物法により要注意外来生物に指定されているほか、日本生態学会によって日本の侵略的外来種ワースト100にも選ばれている。
昭和40年代に、日本でセイタカアワダチソウが社会問題となった理由として、戦後の減反政策によって、休耕田となった土地に今まで見たことのない外来種の大きい草が突然大量に生えてきたという他に、当時は気管支喘息や花粉症の元凶だと誤解されていたことも一因であったが、セイタカアワダチソウは虫媒花で風媒花ではないので、花粉の生成量は少ない上に比較的重く、形状も風で飛ぶのには不適であるため、無関係と考えられている。

### 盛衰
昭和40年代の繁殖状況は、アレロパシー（後述）効果でススキ等その土地に繁殖していた植物を駆逐し、モグラやネズミが長年生息している領域で肥料となる成分（主として糞尿や死体由来の成分）が多量蓄積していた地下約50 cm の深さまで根を伸ばす生態であったので、そこにある養分を多量に取り込んだ結果背が高くなり、平屋の民家が押しつぶされそうに見えるほどの勢いがあった。
しかし、平成に入る頃には、その領域に生息していたモグラやネズミが駆除されてきたことによって希少化し、土壌に肥料成分が蓄えられなくなり、また蓄積されていた肥料成分を大方使ってしまったこと、自らのアレロパシー効果により種子の発芽率が抑えられる等の理由により、派手な繁殖が少なくなりつつあり、それほど背の高くないものが多くなっている。また、天敵のグンバイムシやガ、ウドンコ病が時を同じくして北米から日本に侵入し、それらへの抵抗性が低下していた日本個体群は大打撃を受けてしまった（現在は抵抗性が再び上昇傾向）。
セイタカアワダチソウの勢いが衰えてきた土地にはススキなどの植物が再び勢力を取り戻しつつある。
日本各地で刈取りや抜き取りなどの駆除活動が展開されている。
ちなみに、北アメリカでは逆にススキが侵略的外来種として猛威を振るっており、セイタカアワダチソウなどのゴールデンロッド類の生息地が脅かされている。

## 他国の状況
ドイツでは第二世界大戦後、アメリカ軍が持ち込んだものがライン川一帯などで大繁殖した。繁殖するにつれセイタカアワダチソウの根茎を目当てとするネズミの活動も活発になり、堤防に開けられたネズミの穴が原因で堤防が決壊、小規模な洪水が生じるようになった。

## アレロパシー

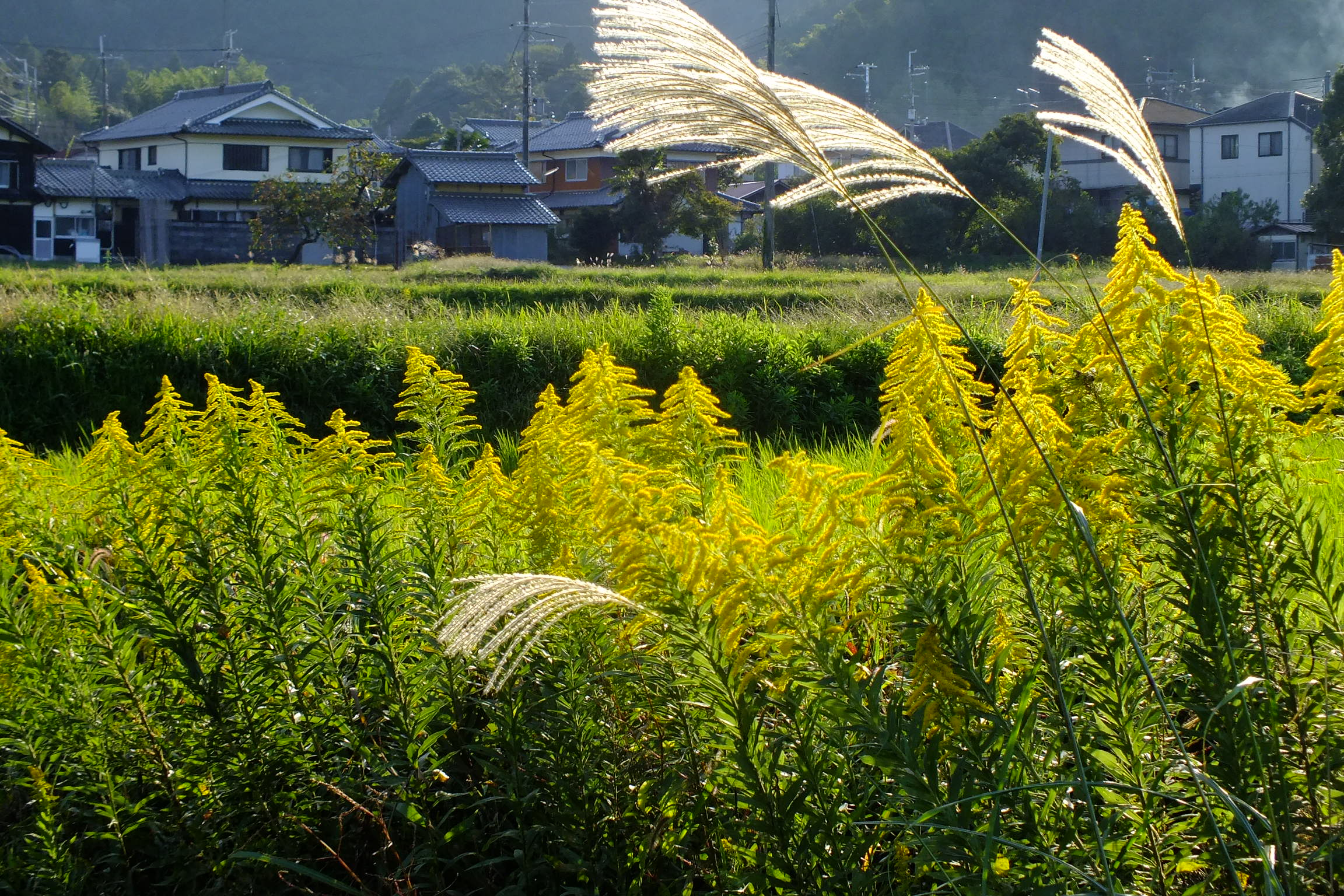
根からアレロパシー物質「cis-DME」を出し、ススキの生育を阻害するが、cis-DMEは自身の種子の発芽をも阻害するため、最終的にはススキに負ける

アレロパシーを有しており、根から周囲の植物の成長を抑制する化学物質を出す。これはcis-DME（シス-デヒドロマトリカリエステル、methyl dec-2-en-4,6,8-triynoate）という名称で知られ、アルケン及びアルキンのカルボン酸エステルである。
セイタカアワダチソウは、千葉大学教授の沼田眞によって日本初のアレロパシーの実験に使われ、日本の植物で初めてアレロパシーが認められたことで、日本のアレロパシーの代表的植物として名高く、cis-DMEの働きは1977年（昭和52年）に沼田によって解明された。沼田眞は、ドイツのハンス・モーリッシュが1937年に提唱したアレロパシーを千葉のセイタカアワダチソウで実証し、1977年の論文「植物群落と他感作用」において「アレロパシー」を「他感作用」の名称で日本に初めて紹介し、その概念を広めた、日本の植生生態学の父である。
沼田は、セイタカアワダチソウから発見された「cis-DME」（根の乾物中に約2.5 %存在）が、セイタカアワダチソウが生えている千葉の土壌にも5 ppm存在し、しかもすぐに土壌微生物に分解されることなく地中に留まり続ける、アレロパシー物質であることを解明。cis-DMEは、濃度が10 ppm を超えるとイネ・ブタクサ・ススキの生育を地上部・地下部共に顕著に抑制する。ただし、これらの種子の発芽障害は起こさなかった。一方で、cis-DMEは濃度が10 ppm を超えると、セイタカアワダチソウ自身の種子に対する強い発芽障害を起こす。このような背景から、それまでセイタカアワダチソウが存在しなかった（cis-DMEに汚染されていなかった）戦後の日本でセイタカアワダチソウが急激に広がったと沼田は論文中で結論付けた。
日本の休耕地に侵入したセイタカアワダチソウがススキによって抑えられる運命にあることは、沼田が一般向けに出版した書籍『図説 日本の植生』でも触れられている（沼田が調査した千葉市の耕作放棄地では、耕作が放棄されてから3 - 4年で一面を覆ったセイタカアワダチソウが、3年でススキに劣勢となってしまった）。ただし、乾燥した場所ではセイタカアワダチソウがすぐにススキに抑えられるのに対し、湿った場所ではセイタカアワダチソウの優占が長く保たれる。これは浸出したcis-DMEの作用によるものと沼田は考えている。いずれにしても、草原にセイタカアワダチソウやススキなどの多年生草本が優占する状態は長続きせず、遷移においては草原の最終段階であり、撹乱（火入れや草刈りなどの人為的撹乱）が起こらなかった場合は普通10年程度でアカマツやシラカンバなどの先駆者が侵入して、草原から低木林に遷移する。

## 生育環境
湿地や酸性度が弱い土地（pH6.0–7.5 程度）の所を好むが、適応性が広く、かなり乾燥するところや日があまり当たらないところでも良く生える。人の手が入った空き地、休耕田や川の土手、鉄道のバラスト軌道にもよく生えている。リン分が多い富栄養状態の土壌ではよく成長する。
湿気が多い土地では、根からアレロパシー物質が浸み出すので、ススキなどの競合する多年生草本を抑えて強い。在来の湿地性植物群落に取って代わったような場所もあり、このような場所では駆除に苦労している。逆に、リンが少ない土地、強酸性の土地、乾燥した土地では弱く、競合する多年生草本に負けてしまう。
国立研究開発法人・農業・食品産業技術総合研究機構・農業環境変動研究センターの研究によると、セイタカアワダチソウは日本の土壌環境には適していない。セイタカアワダチソウは、在来種のススキなどと比べて、リン、カリウム、カルシウム、マグネシウムの体内濃度が2倍から3倍も高く、これらの必須栄養元素の供給能力が低い土壌では栄養不足に陥り、生育できない。
一方で、人間が大規模な土地改変や肥料の投入を行ったところには好んで生育する。つまり、戦後の日本で化学肥料や大型機械が普及し、土壌が富栄養化するなど、人間の活動によって日本の土壌環境が改変されたために、セイタカアワダチソウが蔓延したのではないかと指摘している。
土壌環境を変えると育たなくなる点を利用し、土壌に塩化アルミニウム粉末を散布することで、土壌を貧栄養化・強酸性化し、セイタカアワダチソウの発生を抑えて、チガヤなどの在来種が中心の植生にする手法がある。ただしこの手法を行うと、野菜や花卉の育成も阻害されるので、セイタカアワダチソウを抑えるためだけに、土壌に塩化アルミニウムを散布するのは、現実的ではない。

## 利用

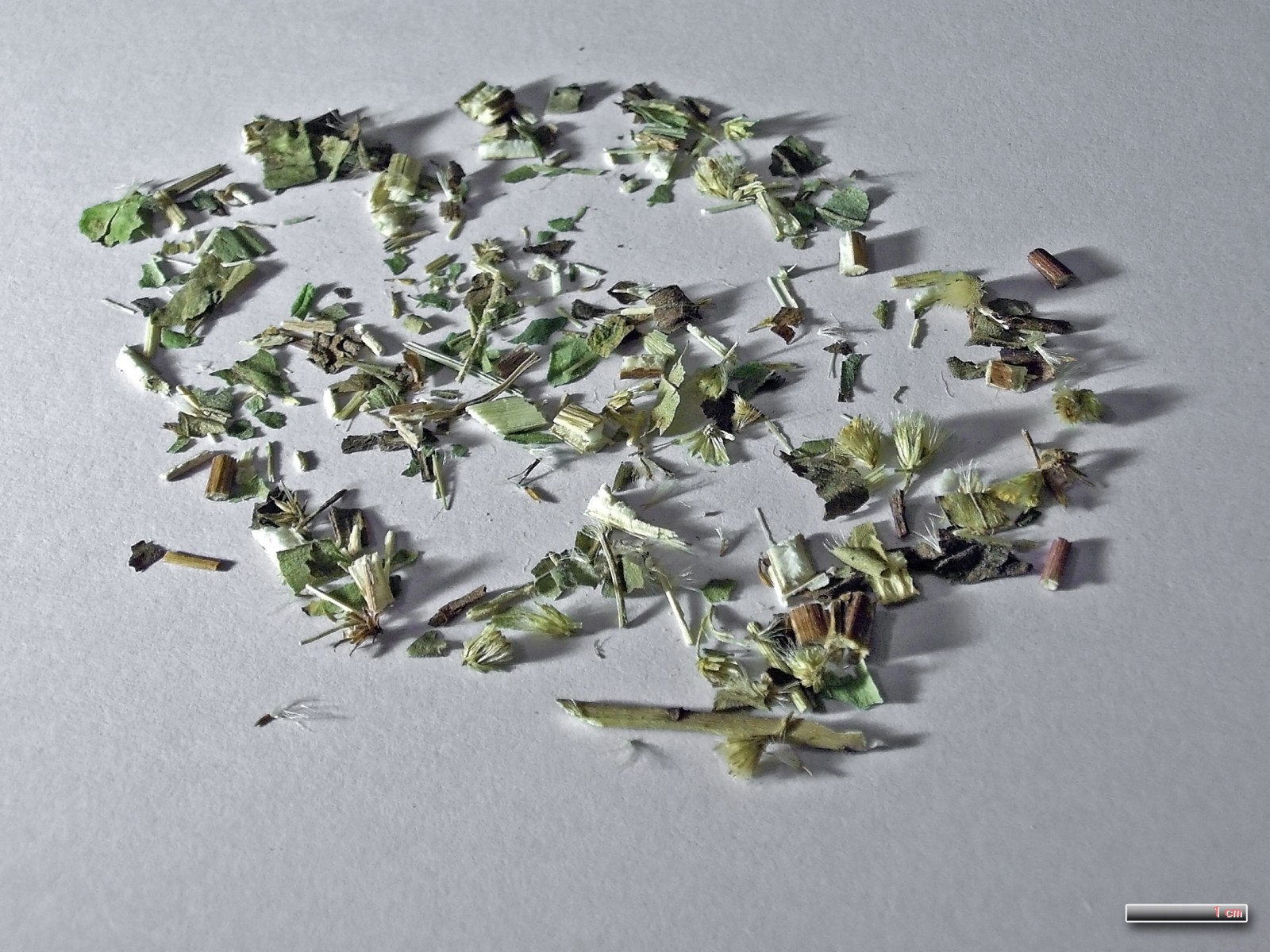
ハーブとして乾燥させたセイタカアワダチソウ。

セイタカアワダチソウも他のアキノキリンソウ属の植物と同じく薬効があり、現地ではハーブとして使われる。花はハーブティになり、若芽をてんぷらなどにして食べられる。葉はシュンギクをもっと青臭くしたような味で、花は蜜があるので甘い。
近縁種のソリダゴ Solidago sp. が切り花用の観賞植物として用いられる事がある。
セイタカアワダチソウの花からとれるハチミツは（カナディアン）ゴールデンロッドハニーと呼ばれる。冬前に大量の蜜と花粉を集められる最後の機会となるので、ハチと養蜂家にとっては蜜源植物になるが、特有の臭いがあるので、日本ではあまり食べられない。この臭い（麝香臭）は「アンブレットリド」と言う香水にも使われる物質が巣穴で濃縮されたことによるもので、トイレや靴下の臭いに例えられ、特に未精製の状態ではとても食べる気にならないほど臭いが、味は美味であり、アメリカでは人気がある。「カナディアンゴールデンロッド」の名前の通りカナダ名産で、ケベック州、オンタリオ州などが主な産地。
薬草風呂にも使われる。サポニンを含んでおり、風呂に入れると本当に泡立つ。また、茎は天井張りに用いるなどの用途もある。

## 病害虫

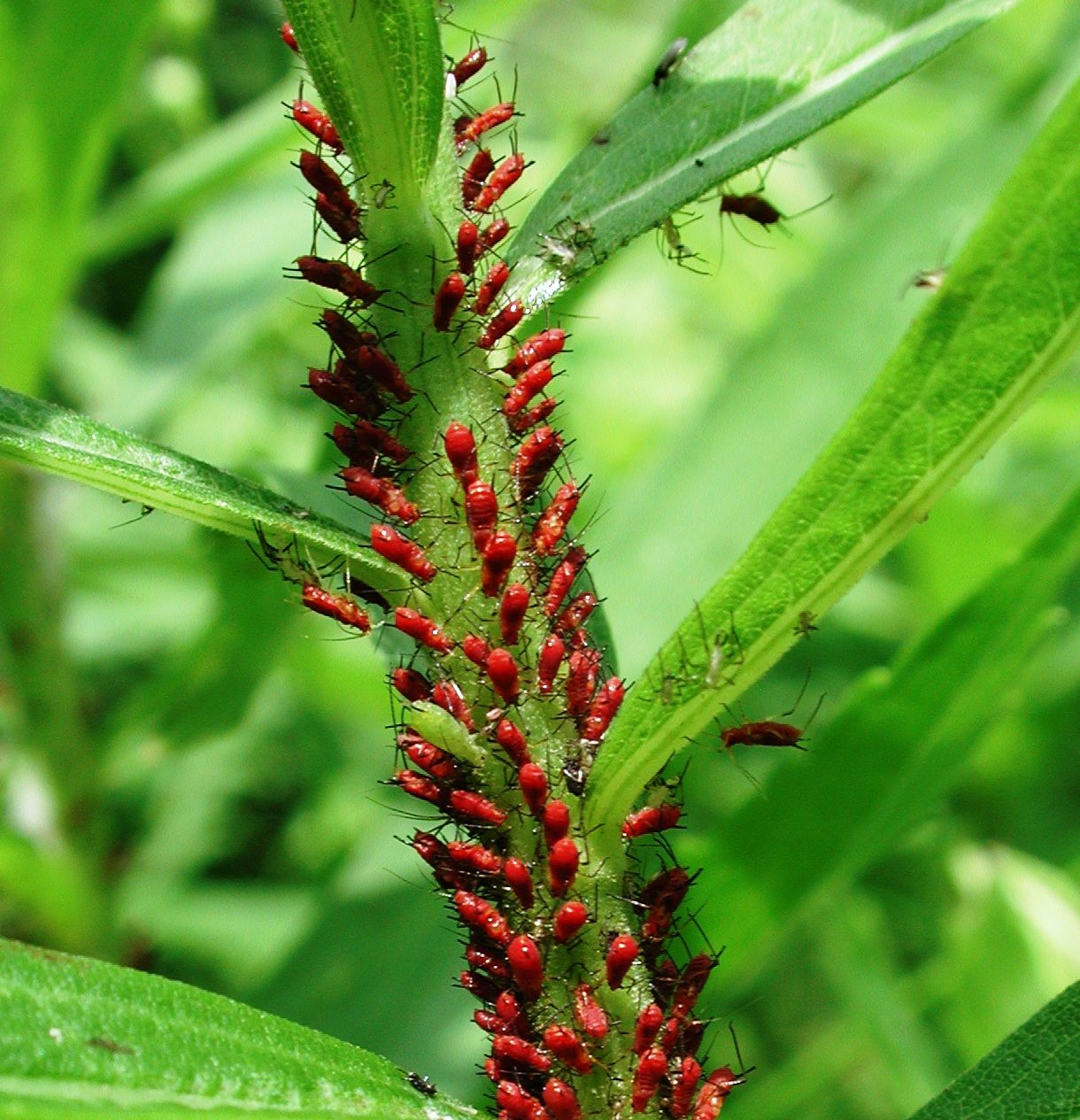
セイタカアワダチソウヒゲナガアブラムシに寄生されたセイタカアワダチソウ

グンバイ、アブラムシ、蛾の幼虫などの虫に食害されるほかうどんこ病にもなるが、2000年代以降（日本では1999年に日本への侵入が初確認された）アワダチソウグンバイによる被害が特に著しい。2016年からの大串隆之（京都大学生態学研究センター名誉教授）の研究では、佐賀県では6月下旬にアワダチソウグンバイによる食害率が100%に達し、セイタカアワダチソウの最大の死亡要因であることが示唆された。2016年現在、アワダチソウグンバイはまだ北海道までの侵入が確認されていないが、2011年には東北南部への侵入が確認されている。
- セイタカアワダチソウヒゲナガアブラムシは北米からの侵入害虫で、1991年に日本への帰化が確認された。全身が真っ赤なアブラムシで、セイタカアワダチソウに群生する。本種はセイタカアワダチソウしか食害せず、また、セイタカアワダチソウを食害するアブラムシは本種のみである。

- アワダチソウグンバイは北米からの侵入害虫で、1999年に兵庫県で初確認され、次第に日本全国に広まっている。葉裏の葉脈に針を刺して汁を吸い、症状は白斑症状が発生したのち、黄化、褐変する[35]。多発生時には本種の排泄物による汚れや煤病なども発生し、最悪の場合は落葉や枯死に至ることもある。セイタカアワダチソウヒゲナガアブラムシは日本在来のテントウムシなどが天敵として確認されているのに対し、アワダチソウグンバイの天敵がまだ確認されていないために厄介である。

## 事件
- 1976年2月2日、千葉県松戸市でセイタカアワダチソウの切り株が頭部に刺さり死亡する事件が発生した。酒に酔ってケンカをしていた1人が空き地に倒れこんだものであるが、空き地には除草後のセイタカアワダチソウの切り株が多数残されており、たまたま切り株の一本がまぶたから脳に達する刺し傷を作ったものと見られた[36]。